# Pianoconcert (Hakola)
Kimmo Hakola voltooide zijn Pianoconcert in 1996.
Hakola werd gelauwerd in de start van zijn loopbaan als componist. Zijn eerste strijkkwartet alsmede het werk Capriole werden onderscheiden door de UNESCO in respectievelijk 1986 en 1991. Al tijdens Capriole had Hakola het idee opgevat om een pianoconcert te schrijven, maar hij kon het concert maar niet afronden door zijn eigen perfectionisme, een gelijkenis met Jean Sibelius die zijn eigen achtste symfonie maar niet kon voltooien. Het duurde zes à zeven jaar voor Hakola zijn pianoconcert kon voltooien en dat was veel te lang voor de al geplande première, die daardoor dus moest worden uitgesteld. Uiteindelijk kon het publiek op 22 augustus 1996 in Helsinki tijdens een plaatselijk muziekfestival (ook opdrachtgever) kennismaken met dit concert dat toen werd uitgevoerd door Jaana Kärkkäinen (solist) met het Fins Radiosymfonieorkest onder leiding van Jukka-Pekka Saraste.

## Muziek
Kimmo Hakola heeft tijdens zijn opleiding les gehad van Einojuhani Rautavaara en Magnus Lindberg en dat is in dit concert te horen. De stemming wisselt van mysterieuze muziek van Rautavaara (begin en eind en deel 8) tot de betonmuziek van Lindberg. Het concert stoelt op de afwisseling tussen kracht en souplesse. Het concert is met zijn uitbundige en zeer grillige soms gewelddadige stijl te plaatsen in de moderne muziek, maar de verwijzingen tussen de diverse delen zetten het wel neer als een klassiek concert. Het geheimzinnige begin sluit eigenlijk aan op het dito eind. Het eerste deel bevat elementen die later ook weer terugkomen, zoals het fragment met de reeks modulatie die maat na maat de toonsoort doen wijzigen. Later komt dat als zodanig terug, maar ook als inversie als dalende lijn. In het werk zit een pseudoslot verwerkt op het eind van deel 5. De begeleiding zet een aantal slotakkoorden neer, maar de solist en andere musici blijven zich tegen het slot verzetten. Een definitief slotakkoord wordt neergezet, maar vlak daarna start deel 6. Het werk raast vanaf het begin door, gestimuleerd door het soms nadrukkelijk klinkende slagwerk; een motief uit vijf slagen in de pauken komt in het begin steeds terug. Ook de bespeler van de tamtam heeft het soms druk, met voluit klinkende slagen om vervolgens de tamtam direct na de slag erop af te dempen. Normaliter is de cadens de plek om de virtuositeit van de solist ten toon te spreiden, maar die kan de solist het gehele werk laten zien en horen in bijvoorbeeld de veelvuldig voorkomende toonladderfragmenten die het werk heeft.
Pas in deel 8 Triste komt het werk tot rust, een relatief lange solo van de althobo haalt alle vaart uit het werk en ook deel 9 is in vergelijking tot delen 1 tot en met 7 rustig. Het slot is met de vaag klinkende klanken onverwacht; het werk houdt plotseling op.

### Delen
1. Furioso (furieus)
2. Capricci (grillig)
3. Forza (kracht)
4. Toccata (virtuoos)
5. Fuoco (vurig)
6. Cadenza (cadens)
7. Maestoso
8. Triste
9. Lux (licht)

### Orkestratie
- solopiano
- 3 dwarsfluiten waarvan nr. 2 ook piccolo (fluit)piccolo en nr.2 ook altfluit en basfluit,2 hobo’s waarvan nr. 2 ook althobo, 2 klarineten waarvan nr 2 ook basklarinet, 2 fagotten waarvan nr. 2 ook contrafagot
- 2 hoorns, 2 trompetten, 2 trombones
- 3 man/vrouw percussie, synthesizer, hammondorgel
- violen, altviolen, celli, contrabassen

## Discografie
- Uitgave Ondine: Henri Sigfridsson (piano) met het Tampere Philharmonisch Orkest o.l.v. John Storgårds in een opname uit 2007